# Eifeler regel
De Eifeler regel is een sandhiverschijnsel in het Luxemburgs en andere Moezelfrankische varianten, die bepaalt of een eind-n al dan niet uitgesproken (en geschreven) wordt. Dit verschijnsel werd voor het eerst opgetekend op het einde van de 19de eeuw voor het dialect van de Eifel. Vandaar ook de benaming Eifeler regel. Ook termen als n-deletie of mobiele n-deletie komen voor.
Vermits de Luxemburgse spelling naar fonetische nauwkeurigheid streeft, wordt deze n-deletie ook weerspiegeld in het schrift. Tegenwoordig wordt de Eifeler regel vaak voorgesteld als een spellingregel, maar een correcte toepassing vereist nog steeds een zekere kennis van het gesproken Luxemburgs. De regel betreft woorden die eindigen op -n of -nn. Omdat dit een wijd verspreide uitgang van werkwoorden, meervouden en andere woorden is, bevat vrijwel elke zin een toepassing van de Eifeler regel.
Hoewel taalkundige studies beweren dat een eind-n voor een begin-n niet uitgesproken wordt, moet deze eind-n wel geschreven worden volgens de spelling van 1999 (dus den Numm en niet de Numm).

## Regels

### De eind-nvalt weg
Over het algemeen valt een eind-n weg wanneer ze niet gevolgd wordt door een klinker, een alveolare of glottale medeklinker (<h, d, dsch, t, ts, z, tsch>) of een leesteken (komma, punt, haakje enz.). 
De eind-n(n) valt wel degelijk weg:
- tussen twee woorden:
  - den + Ball → de Ball ("de bal")
  - wann + mer ginn → wa mer ginn ("wanneer we gaan")
  - de 4. Mee ("de 4de mei")
  - De Wäi gëtt gutt. ("De wijn is lekker.")
- in samenstellingen:
  - Dammen + Schong → Dammeschong ("damesschoenen")

Wanneer de eind-n wegvalt in het meervoud van een woord dat ook in het enkelvoud op -e eindigt, voegt men een trema toe om het meervoud te onderscheiden:
- Chance (enkelvoud), Chancen (meervoud met -n), Chancë (meervoud zonder -n)

### De eind-nblijft staan
De eind-n blijft steeds staan:
- in woorden die beginnen met een klinker (i, u, e, o, a):
  - den Ierger,  den Uwe, den Eemer, den Owend, den Af
- in woorden die met een y beginnen, zolang die y geen medeklinker is:
  - den Yves, den Yvon, vun Ypres
- in woorden die beginnen met de medeklinkers n, d, t, z en h:
  - den Nol, deen Dag, en Tuerm, keen Zement, däin Haus
- voor alle leestekens:
  - Dat ass schéin, mä et ass deier.
  - Si koumen (wéi ëmmer) ze spéit.
  - Do kanns de nëmmen “ mon oeil ” soen.

Vóór de woorden si, se, sech, säin, seng en sou is de -n facultatief:
- Muer komme(n) seng Kanner, ech si(nn) sou midd.

### Uitzonderingen
De eind-n en -nn blijven altijd bewaard in onderstaande woorden:
- eigennamen: Schuman, Johann, München
  - Zu Lëntgen reent et. (Het regent in Lintgen.)
  - Um Amberknäppchen wiesst Hambier. (In Amberkneppchen groeien frambozen.)
  - An Italien gëtt et kal. (Het is koud in Italië.)
- leenwoorden: Roman, Maschin(n), woorden met het achtervoegsel -ioun
  - e Roman liesen (een roman lezen)
  - eng Organisatioun maachen (een organisatie vormen)
- het voorvoegsel on-: onvergiesslech (onvergetelijk)
- het achtervoegsel -in: Professorin (vrouwelijke professor)
  - d'Professorin froen (aan de professor vragen)
- vele andere naamwoorden (veelal om historische redenen): Mann (man), dënn (dun), Kroun (kroon), Loun (loon), blann (blind), Reen (regen), …

In de praktijk is de -n als deel van de stam meestal stabiel, met bepaalde uitzonderingen zoals Wäi(n) (wijn), Stee(n) (steen) en geschwë(nn) (gezwind, snel).

## Luisteren
- (lb)  Lulling, Jérôme (2008): filmpje met voorbeelden op Bonjour.lu